# غلبرت درينغوت
غلبرت درينغوت (تقريبًا 985 - 1 أكتوبر 1018) أحد أوائل المغامرين النورمان في جنوب إيطاليا. كان وضيع الأصل ولكن غنيًا وسيد كارو قرب أفيسن أن براي في منطقة روان.